# آرال كاراكوم

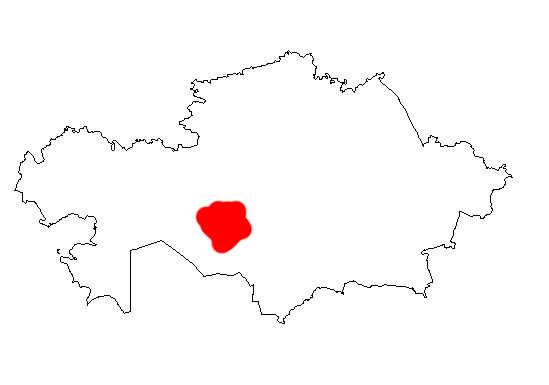
صحراء آرال كاراكوم

صحراء آرال كاراكوم (بالإنجليزية:Aral Karakum) هي صحراء في كازاخستان، تقع إلى الشمال الشرقي من بحر آرال، وتحد نهر سير داريا في الجنوب، تغطي صحراء آرال كاراكوم مساحة 40000 كيلومتر مربع.
يغلب على منظر الصحراء العام المناظر الطبيعية في منطقة مسطحة تماما، مع الارتفاعات في أجزاء الصحراء إذ تتراوح بين 55-118 متر، ويمكن أن تصل إلى مرتفعات الكثبان نحو 25 مترا، وتعتبر الصحراء منطقة جافة جدا، ومجاري الأنهار فيها جافة وعادة ما تحمل المياه خلال فصل الربيع عندما يذوب الثلج في فصل الشتاء، معدل هطول الأمطار السنوي حوالي 120 ملم.
فصل الشتاء في الصحراء يستمر من منتصف نوفمبر وحتى منتصف مارس، درجات الحرارة أثناء النهار تتفاوت بين ناقص 5-10 درجة مئوية، وأثناء الليل في جميع أنحاء الصحراء تبلغ -25 درجة مئوية، وقد سجل درجة حرارة أدنى مستوى مما هو مسجل إذ بلغت -42 درجة مئوية، ومع ذلك، في أي وقت خلال فصل الشتاء الطقس المعتدل ممكن حدوثه نظرا للتقلابات المناخية في الصحراء، الثلوج تسقط معظمها في فصل الشتاء وعادة ما تغطي حوالي 15 سم في العمق، ويمكن أن تصل إلى 30 سم.
فصل الصيف يمتد من مايو حتى منتصف سبتمبر، درجات الحرارة في النهار تتراوح عادة ما بين 30-35 درجة مئوية، ولكن تم تسجيل درجات حرارة تصل إلى 43 درجة مئوية. في الليل تنخفض درجة الحرارة إلى 15-18 درجة مئوية، خلال فصل الصيف غالبا ما تكون هناك رياح جافة وعواصف ترابية.